# Pohořany (Dolany)
Pohořany (niem. Pohorsch) – wieś, część gminy Dolany, położona w kraju ołomunieckim, w powiecie Ołomuniec, w Czechach.